# Legalitetsprincipen
Legalitetsprincipen eller legalitetsgrundsatsen:19 är en juridisk rättsgrundsats. Den används inom flera olika rättsområden.
Inom straffrätt betyder den att för att en person ska kunna dömas för ett brott krävs det ett stadgande i lag om detta. Både brott och straff måste vara väldefinierade i lagen: nullum crimen sine lege (inget brott utan stöd av lag):20 och nulla poena sine lege (inget straff utan stöd i lag):20. För att medborgare i en stat ska kunna åtnjuta rättssäkerhet, och skyddas mot godtycke i rättstillämpningen, måste de kunna förutse vilka handlingar som är straffbelagda.:20
Inom konstitutionell rätt innebär legalitetsprincipen att den offentliga makten utövas under lagarna så att offentliga organ bara får vidta åtgärder som har stöd i lag. 
Inom Europakonventionen för mänskliga rättigheter är det artikel 7 som ger uttryck för legalitetsprincipen och inom unionsrätten är det artiklarna 5.2 och 13.2 i fördraget om Europeiska unionen.[källa behövs]

## Definition
Olika rättsfilosofiska skolor ställer sig till principen på olikartade sätt.[källa behövs] I modern europeisk straffrätt, till exempel såsom den till exempel beskrivs av Tysklands författningsdomstol, består legalitetsprincipen (nulla poena sine lege) av fyra separata beståndsdelar:

### Nulla poena sine legepraevia
Det får inte förekomma något straff utan föregående lag. Detta förhindrar retroaktiv lagstiftning. Det är ett grundläggande maxim inom  kontinentaleuropeisk rättsfilosofi. Den skrevs av Paul Johann Anselm von Feuerbach som en del av den bayerska brottsbalken år 1813.

### Nulla poena sine legescripta
Det får inte förekomma något straff utan skriven lag. Det vill säga att förbud måste vara nedskrivna i lagar och antagna enligt vad som föreskrivs i konstitutionella lagar. Detta utesluter sedvanerätt som bas för straff.

### Nulla poena sine legecerta
Det får inte förekomma något straff utan väldefinierad lag. Detta kräver att lagar måste definiera det straffbara beteendet samt straffet med tillräcklig bestämdhet.

### Nulla poena sine legestricta
Det får inte förekomma något straff utan exakt lag. Detta förhindrar tillämpning av analogi inom straffrätt.

## Legalitetsprincipen i Sverige
Legalitetsprincipen kan allmänt sägas innebära att all maktutövning ska vara grundad på lag eller annan föreskrift. Legalitetsprincipen kommer till uttryck i Regeringsformen 1 kap. 1 § tredje stycket, "Den offentliga makten utövas under lagarna". 
  

I Sverige följer legalitetsprincipen inom straffrätten av 1 kap 1 § Brottsbalken
| ”                                  | Brott är en gärning som är beskriven i denna balk eller i annan lag eller författning och för vilken straff som sägs nedan är föreskrivet. | „ |
| – Lagen.nu, 1 kap 1 § Brottsbalken | |   |

- Förbud mot retroaktiv strafflagstillämpning är i Sverige grundlagstadgat i kapitlet om de grundläggande fri- och rättigheterna i Regeringsformen, 2 kap. 10 § samt Lag (1964:163) om införande av brottsbalken, 5 §.
- Högsta domstolen har i fallet NJA 2007 s. 219 uttryckligen åberopat legalitetsprincipen som domskäl för att ogilla åtal för narkotikabrott.[8]
- Analogislut är inte heller möjliga att tillämpa inom svensk straffrätt, vilket framgår bland annat av NJA 2000 s. 490.[9]
- I NJA 2012 s. 105 har legalitetsprincipen upprätthållits vad avser företagsbot.[10]